# Sindacato del crimine
Il Sindacato del crimine è un gruppo di personaggi immaginari dei fumetti pubblicati negli Stati Uniti d'America dalla DC Comics. È formato da supercriminali provenienti a realtà alternative dell'universo DC, controparti malvagie della Justice League of America.
La squadra originale era conosciuta come Sindacato del crimine d'America, solitamente abbreviato in SCA ed esordì nella serie Justice League of America (n. 29, agosto 1964); seguì una seconda versione, Sindacato del crimine d'Amerika, che esordì nel 2000 su JLA: Terra 2; un gruppo simile nell'universo Terra 3 è conosciuto come Società del crimine d'America ed esordì nella serie 52 (n. 52).

## Storia del gruppo

### Sindacato del crimine d'America
Originariamente il Sindacato del crimine d'America viveva su Terra 3, un mondo dove la storia era l'opposto di quella del mondo in cui viviamo (per esempio, all'Inghilterra fu riconosciuta l'indipendenza dagli Stati Uniti d'America e il Presidente John Wilkes Booth fu assassinato da Abraham Lincoln). Inizialmente era un mondo senza supereroi, ma con i supercriminali del Sindacato del crimine, sebbene ciò cambiò con l'avvento dell'eroico Lex Luthor che utilizzò la sua vasta intelligenza per il bene.
Nella loro prima apparizione, il Sindacato del crimine era annoiato dalla facilità con la quale riuscivano a commettere i loro crimini su quella Terra, così scoprirono l'esistenza di Terra 1 e Terra 2, e ingaggiarono una lunga battaglia con la Justice League of America e la Justice Society of America che terminò con la loro sconfitta. Dopo la batosta subita, i membri del Sindacato furono imprigionati in una bolla infrangibile generata dall'anello del potere di Lanterna Verde e vennero lasciati in una dimensione-limbo tra le Terre. L'anno seguente, il Sindacato o uno dei membri riuscì a fuggire e tentò di portare scompiglio sulle Terre 1 e 2.
La Terra 3 e il Sindacato del crimine originale furono distrutti insieme al resto delle Terre parallele dell'universo DC nella serie di dodici numeri Crisi sulle Terre infinite. Gli abitanti di quel mondo furono ingoiati da un'onda di anti-materia, con il Sindacato del crimine che decise di essere eroico per una volta, sfidando direttamente l'onda, sebbene Lex Luthor e sua moglie Lois Luthor (Lois Lane di Terra 3) pianificarono di inviare il loro figlio neonato, Alexander Luthor, fuori dalla Terra in una navicella per la salvezza di Terra 1. Questa fu l'ultima apparizione del Sindacato del crimine che, decenni dopo, diede inizio alla versione post-Crisi.
I duplicati dei membri originali di Terra 3 fecero una breve apparizione post-Crisi nella serie Animal Man e più recentemente in Crisi infinita, quando la Terra 3 fu temporaneamente ricreata, e i modelli di Ultraman di Terra 3, Superwoman e Alexander Luthor Sr. furono quasi fusi con Superman, Wonder Woman, Wonder Woman di Terra 2 e Superman di Terra 2 al fine di creare i cosiddetti esseri perfetti.

### Sindacato del crimine d'Amerika
Una versione post-Crisi della squadra, semplicemente conosciuta come il "Sindacato del crimine" (non "d'America") fu infine introdotta. Questa versione post-Crisi era composta di Qwardiani (residenti della controparte anti-materiale di Oa) così come di esseri "più potenti delle loro controparti" e "lontani" e si mostrarono differenti dall'incarnazione di Terra 3, a causa dei loro occhi allargati, tipici dei guerrieri di Qward. Questa versione del Sindacato del crimine non fu più menzionata, è probabile che questa incarnazione sia stata spazzata via nell'Ora zero - Crisi nel tempo o subì un altro destino.
La prima comparsa del Sindacato del crimine post-Ora Zero fu nel fumetto del 2000 JLA: Terra 2 di Grant Morrison, che combinava l'idea delle Terre parallele pre-Crisi con il concetto di universo anti-materiale. Il Sindacato del crimine post-Ora Zero anti-materiale possedeva una storia invertita simile a quella di Terra 3, ma con toni più scuri sia per la squadra che per la Terra in sé. In JLA Secret Files 2004 si scoprì un pezzo della loro storia, in cui veniva mostrato che una volta somigliavano alle loro controparti di Terra 3. Diversamente dal Sindacato del crimine di Terra 3, questo Sindacato del crimine d'Amerika è in grado di dominare il proprio mondo, sebbene venga concesso ai governi mondiali di svolgere il proprio lavoro e la gente onesta possa continuare a lavorare in squadra come il Commissario del Dipartimento di Polizia di Gotham City Thomas Wayne Sr. (padre di Owlman e controparte del padre assassinato di Batman). Il motto del Sindacato anti-materiale è "Cui bono?" ("A chi i profitti?). L'unica regola universalmente rispettata del loro mondo è la "banca del favore" - se qualcuno fa un favore a qualcun altro, questi è costretto a ricambiarlo quando se ne presenta la necessità.
Insieme all'eroica analogia di Alexander Luthor, gli altri oppositori includono gli eroici H. I.V.E. (Hierarchy for International Virtuous Empowerment), i Missile Men e la Justice Underground, controparti invertite della Legione del destino e della Società segreta dei supercriminali, in cui militano il Generale Grodd, Lady Sonar, Quizmaster, Q-Ranger, Sir, Solomon Grundy e Star Sapphire.
In un numero dei primi anni 2000 di Superman, Ultraman e Superwoman sembrarono aver avuto un figlio, però il bambino sembrerebbe essere un Brainiac malvagio.
Il crossover JLA/Avengers scritto da Kurt Busiek sembrò implicare la distruzione dell'universo del Sindacato del crimine, ma fu più tardi invertito quando il criminale dello special, Krona, fu sconfitto. Il Sindacato del crimine più tardi riapparve nella storia Syndicate Rules quando scoprirono la ricostruzione del loro universo in cui si vide il biondo Power Ring sostituito dalla marine spaziale controparte di John Stewart.
Altre organizzazioni criminali sulla Terra del Sindacato del crimine includevano la Loggia del Crimine (omologhi anti-materiali della Justice Society) e i Giovani Trasgressori (omologhi anti-materiali dei Giovani Titani e della Young Justice). Vengono menzionati alla fine di Syndicate Rules in cui si preparavano ad avvantaggiarsi sulle debolezze del Sindacato del crimine, ma non vennero mai mostrati.
In Superman/Batman Annual n. 1 (2006) si entra nei dettagli che portarono al primo incontro di Superman e Batman con Ultraman e Owlman. Ambientato anni prima che Superman e Batman conoscessero uno l'identità segreta dell'altro, un Clark Kent, un Bruce Wayne e una Lois Lane in vacanza incontrarono Ultraman, Owlman e Superwoman quando comparvero sulla nave da crociera dove si trovavano le loro controparti. La storia fu anche l'ambientazione della prima comparsa del doppione anti-materiale senza nome di Deathstroke. I costumi di Ultraman, Owlman e Superwoman sono gli stessi della loro versione di Terra 3. Tuttavia, si deve notare che, dato che la storia fu raccontata da Mister Mxyzptlk, molti dettagli potrebbero non essere del tutto esatti.
Il Clark Kent anti-materiale, comparve a Kandor fingendosi Superman. Saturn Queen, vista l'ultima volta nella saga Potere Assoluto della serie Superman/Batman, spiega come lei e Ultraman giunsero alla città. Quando Alexander Luthor Jr. portò il multiverso indietro da Crisi infinita, la realtà alternativa di Saturn Queen fu brevemente ricostruita. Quando il multiverso collassò, si ritrovò scaraventata nella zona fantasma, dove trovò Ultraman. Ella vide Ultraman come possibile rimpiazzo del Superman della sua Terra, che era suo figlio, e lo mise sotto controllo mentale così che egli potesse credere che lei fosse sua madre. Riuscì anche a controllare Supergirl e pianificò di farli sposare, ma Supergirl riuscì a liberarsi dal controllo mentale e batté Ultraman. Saturn Queen diede a Supergirl informazioni su Argo City in cambio della vita di Ultraman.
Saturn Queen e Ultraman rimasero a Kandor, finché non scoprirono che la città in bottiglia non era la vera Kandor. Sebbene non si sappia dove sia andata Saturn Queen dopo l'abbandono della città, si sa invece che Ultraman in qualche modo riuscì a tornare all'Universo anti-materiale - che, non essendo parte del multiverso, non fu distrutto durante Crisi infinita - e più tardi comparve in The Brave and The Bolddove fu costretto ad unirsi per un brevissimo periodo a Superman in Final Crisis: Superman:Beyond, in cui fu reclutato da Superman per far parte di un gruppo di altri Supermen che cercavano un modo di salvare il multiverso. In entrambe le comparse, non mostrò alcun segno che facesse intendere di aver lasciato la sua casa, addirittura puntualizzando a Superman sul fatto che avevano ancora un conto da regolare; questo spiega la storia di Supergirl in cui comparve.
I cinque membri del Sindacato del crimine al completo, più il sopramenzionato Ultraman, fecero la loro comparsa su Trinity n. 9. Si scopre che il loro mondo fu gravemente danneggiato da un attacco dei guerrieri di Qward. Il Sindacato del crimine anti-materiale adottò un controllo attivo della propria Terra e assoggettò tutte le genti dei 52 universi nel multiverso materiale corrente per utilizzarli come schiavi nella riparazione della loro Terra. Dopo che la Trinità sconfisse ed imprigionò la sua controparte anti-materiale e liberò gli schiavi, la Terra anti-materiale finì in un caos ben maggiore di quello visto nella loro prima visita, senza l'influenza di controllo su di essa da parte di Ultraman, di Owlman e di Superwoman.

### Società del crimine d'America
In 52 n. 52, una versione alternativa di Terra 3 viene mostrata come parte del nuovo multiverso. Nella raffigurazione ci sono versioni alterate dei personaggi della Justice League of America originale, più Martian Manhunter. I nomi dei personaggi e della squadra non vengono menzionati nelle due vignette in cui compaiono.
Basato su un commento di Grant Morrison, questo Universo alternativo non è la Terra 3 pre-Crisi, disconnettendo questa nuova versione da quelle precedenti. In Countdown n. 31, il nome di questa squadra si svela essere "Società del Crimine d'America". I membri della società sono doppioni malvagi alternativi degli eroi di Terra 2, e fecero al loro comparsa in Countdown Presents The Search for Ray Palmer: Crime Society n. 1, scritto da Sean McKeever e illustrato da Jamal Ingle. Comparendo in Countdown, il più grande parallelo della Società del Crimine in confronto alla Justice Society è il loro elenco (che non si limita solo alle loro controparti della Justice Society), con versioni malvagie di Freccia Verde, Wildcat, Black Canary, Hawkwoman, Dottor Fate, Stargirl e lo Spettro insieme ai membri già noti Ultraman, Owlman, Superwoman, Power Ring e Johnny Quick.
Il numero successivo introdusse Annataz Arataz, controparte malvagia di Zatanna, e le controparti di Supergirl, Wonder Girl (Donna Troy) e Booster Gold. Tuttavia, malgrado i criminali siano la maggioranza su Terra 3, ci sono anche molti eroi attivi. Molti dei più grandi eroi sono versioni oneste di alcuni dei più grandi nemici di Batman quali il Joker (qui conosciuto come Jokester), l'Enigmista e Due Facce (qui conosciuta come Tre-Facce, ed è una donna, Evelyn Dent).
Poco dopo l'introduzione della Società del Crimine, viene loro concesso un posto tra l'armata del Monarca. Già reclutato tra l'armata del Monarca, Johnny Quick si guadagna un posto tra la squadra d'élite del Monarca quando sconfigge le sue controparti di Terra 9 e Terra 2 nella miniserie Countdown:Arena.
Dopo la prima distruzione di Terra 51, non è chiaro se ci sia qualche sopravvissuto della Società del Crimine.

## Personaggi
Sia nel Sindacato del crimine che nella Società del Crimine, i cinque membri chiave sono:
- Ultraman: la controparte di Superman. Pre-Crisi, l'Ultraman di Terra 3 proveniva da un Krypton che non esplose. Questo Ultraman doveva contare sulla kryptonite per mantenere i suoi super poteri, piuttosto che per farglieli perdere (originariamente otteneva un nuovo potere per ogni esposizione alla kryptonite). Post-Crisi, l'Ultraman della Terra anti-materiale era un astronauta umano (il tenente Clark Kent) a cui furono dati poteri basati sulla Kryptonite anti-materiale dopo un incontro con alcuni alieni. Se rimane separato dalla sua kryptonite abbastanza a lungo, i suoi superpoteri svaniscono; originariamente, il Clark Kent anti-materiale combatteva questa possibilità inserendo capsule di anti-kryptonite sotto la pelle che venivano rilasciate gradualmente nel tempo, come mostrato in JLA Earth 2. Albi successivi affermarono che i livelli di resistenza al processo divennero così alti da rendere impraticabile l'inserimento delle capsule nella pelle, così dovette indossare l'anti-kryptonite in un contenitore colorato d'argento insieme al suo costume (Justice League n. 105). Il Clark Kent anti-materiale è ossessionato dalla Lois Lane del suo universo, la sua compagna di squadra del Sindacato del crimine Superwoman, costringendola a sposarlo e a donargli un figlio, che fu poi posseduto dalla loro versione di Brainiac.
- Superwoman: la controparte di Wonder Woman. Pre-Crisi, Superwoman ottenne i suoi poteri dalle amazzoni del suo mondo, ed ebbe poteri simili a quelli di Wonder Woman. Post-Crisi, è la versione anti-materiale di Lois Lane, sebbene somigli all'alter ego di Wonder Woman, Diana Prince. Non si sa come ottenne i suoi poteri. Il suo lazzo non obbliga gli altri a dire la verità, ma invece rilascia inibizioni e costringe la vittima a rivelare segreti che trovano particolarmente umilianti. La Superwoman post-Crisi possiede la vista calorifica e porta avanti una relazione segreta con Owlman, più che altro per infastidire il marito Ultraman.
- Owlman: la controparte di Batman. Pre-Crisi, Owlman possedeva una limitata capacità di controllo mentale. Post-Crisi, le origini di Owlman vennero fuori con i suoi poteri ottenuti da una gamma di abilità tecnologiche e fisiche, come quelle di Batman. L'Owlman anti-materiale post-Crisi è Thomas Wayne Jr., il fratello più grande di Bruce Wayne che fu ucciso con la madre. Wayne Jr. diede la colpa a suo padre, il Commissario di Polizia Thomas Wayne Sr., così pesantemente che il Commissario si prefisse perfino di uccidere il proprio figlio. Wayne Jr. incrementò le sue prestazioni mentali con un incanalatore di droghe che agisse sulla sua corteccia cerebrale come affermato in JLA Earth 2. Wayne Jr. possiede contro misure per contrastare i poteri dei suoi compagni di squadra. Utilizza questi contrattacchi quando lo decide lui, come quando causò un piccolo attacco cardiaco a Johnny Quick all'inizio della storia di Syndicate Rules. Wayne Jr. ebbe un numero di relazioni illecite con Superwoman, sebbene non si sappia se è una vera attrazione o solo un altro modo, per lei, di mostrare la sua indipendenza dall'ossessiva gelosia del marito.
- Johnny Quick: la controparte di Flash. Nella continuità post-Crisi, Quick mantiene i suoi poteri grazie al "Succo della Velocità", un potente stimolante narcotico. Grant Morrison affermò in un'intervista che il Succo della Velocità derivava del sangue dei suoi predecessori assassinati. Da non confondere con il grande eroe della Golden Age di Terra 2 con lo stesso nome.
- Power Ring: la controparte di Lanterna Verde. Pre-Crisi, Power Ring ottenne il suo anello del potere da un monaco tibetano di nome Volthoom, e i suoi poteri sono simili a quelli di Alan Scott. Post-Crisi, il Power Ring originale è un americano di nome Harrolds, ma JLA Earth 2 stabilisce che l'originale Power Ring diede il suo anello ad un giovanotto biondo, la controparte di Kyle Rayner. Il suo anello era abitato dallo spirito di Volthoom che a volte parlava al criminale, facendo osservazioni insane e prendendo posto nella mente del portatore. Tutto ciò viene considerata una maledizione dai portatori dell'anello. La tattica preferita in battaglia dal Power Ring biondo era di utilizzare l'anello per creare mostruosità boschiane capaci di distruggere intere città. La storia Syndicate Rules mostrò dopo che l'Universo anti-materiale fu distrutto e ricostruito da Krona, certi elementi della sua storia furono cambiati, e in quel momento il secondo Power Ring era un uomo afro-americano, controparte di John Stewart. Questo Power Ring fu uno Slave Marine per molti anni. Fu truffato da Harrolds nel ricevere l'anello dicendogli che egli era il sostituto ideale nel caso che Harrolds non avesse potuto.

Il fumetto JLA Earth 2 mostrava molti altri eroi nella torre del Sindacato del crimine, tre di loro erano Doctor Noon (controparte di Dottor Mid-Nite), White Cat (controparte di Black Canary) e Spaceman (controparte di Starman).
L'Universo del Sindacato del crimine includeva anche controparti di J'onn J'onzz, di Aquaman e di Hawkman, conosciuti come:
- White Martian: controparte anti-materiale di J'onn J'onzz. Dopo il suo arrivo sulla Terra, divenne il rivale al comando di Ultraman. Quest'ultimo lo uccise.
- Barracuda: controparte di Aquaman sebbene abbia sembianze non umane (la sua testa è quella di un pesce e il suo corpo è blu) come mostrato in Trinity n. 12.
- Blood Eagle: controparte di Hawkman. Ucciso dal Sindacato del crimine.

Il Sindacato del crimine ha una sola regola, la "banca dei favori", cioè se qualcuno riceve un favore, lo si deve ricambiare. Il non ricambiare un favore comporta delle conseguenze; un mafioso, Jackson "Occhio di Ratto" Deake, che fallì nel restituire un favore fu processato da Owlman e incarcerato da Ultraman per fargli un favore.
Una squadra di Qwardiani si basò sulla lista della Justice League International apparsa sulla Terra Ora Zero post-Crisi, sebbene non si facciano chiamare Sindacato del crimine. I suoi membri sono:
- Scarab (controparte di Blue Beetle)
- Slipstream (controparte di Flash)
- Fiero (controparte di Fire)
- Frostbite (controparte di Ice)
- Deadeye (controparte di Freccia Verde)
- Elasti-Man (controparte di Elongated Man)
- Element Man (controparte di Metamorpho)

Non è chiaro se alcuni di questi personaggi esistano nella continuità post-Crisi o post-Ora Zero.

## Altre versioni
- Nella serie limitata JLA: Another Nail della Elseworlds, Flash e Atomo accidentalmente si teleportarono su una Terra alternativa. Vengono quindi catturati e interrogati dal Sindacato del crimine che li crede entrambi responsabili di essere la causa del dissestamento temporale che affligge la sua Terra. Questa Terra sembra essere una variante della Terra 3 dato che i personaggi indossano i costumi della versione pre-Crisi.
- Nella serie limitata del crossover JLA/Avengers, il Sindacato del crimine anti-Materiale viene mostrato mentre attacca il pianeta Qward quando appare Krona, domandando la risposta della creazione. Non avendo ricevuto risposta, Krona distrugge Qward, uccidendo anche il Sindacato del crimine con esso.
- Nel n. 48 di Teen Titans Go!, i Titans si battono con le loro controparti malvagie, i Teen Tyrants.

## Gruppi simili in altri media
- "Universe of Evil", un episodio della serie animata degli anni settanta The World Greatest Super Friends mostrava Superman nel suo incontro con il resto delle controparti malvagie della squadra di un Universo alternativo, chiamati i "Super Nemici" quando tentò di evitare l'eruzione del vulcano Vesuvio, causata dal Superman malvagio. Questa versione della Sala della Giustizia si chiama Sala della Malvagità e una faccia dal viso maligno riveste la superficie esterna dell'edificio. Gli stessi Super Nemici appaiono simili ai Superamici, sebbene la loro versione di Aquaman ha un occhio di vetro, il costume del loro Batman è più rosso che blu e il loro Robin porta i baffi.
- Nella serie animata Justice League, un team chiamato Justice Lords, che combina elementi del Sindacato del crimine e dell'Autorità della Wildstorm Comics, compaiono come controparti della Justice League da un universo alternativo. Comparvero per la prima volta nell'episodio in due parti "Un mondo migliore", in cui originariamente doveva ospitare il Sindacato del crimine. Sebbene diversi dal Sindacato del crimine, i Justice Lords non sono semplici controparti malvagie dei loro opposti; piuttosto, loro governano il loro mondo con il pugno di ferro al fine di bandire la guerra e il crimine. La morte del loro Flash porta ad una catena di eventi in moto che finiscono con la morte del loro Lex Luthor per mano del loro Superman. Fu la paura del governo americano che la Justice League diventasse come i Justice Lords che lo portò alla creazione del Progetto Cadmus. Doppioni robot dei membri della Justice League vennero creati dalla combinazione Lex Luthor/Brainiac nell'episodio della serie animata Justice League Unlimited "Divided we fall".
- Fu pianificato un film sulla Justice League, chiamato Justice League Worlds Collide, in cui il Sindacato del crimine sarebbe stato l'antagonista principale e avrebbe preso posto negli episodi tra la fine della stagione 2 e l'inizio della stagione 3.
- Nel videogioco City of Heroes, c'è una storia che ha luogo sulla "Praetorian Earth" che vede protagonisti versioni malvagie degli eroi come Tyrant/Statesman.
- Il Sindacato dell'Ingiustizia si vede nell'episodio della serie animata Batman: The Brave and The Bold "Deep cover for Batman". Owlman è il personaggio più al centro dell'attenzione. Sono le controparti di un mondo alternativo di sei eroi dello show e di quattro eroi minori: Batman (Owlman), Freccia Verde (Blue Bowman), Blue Beetle (Scarlet Scarab), Atomo (Dyna-Mite), Red Tornado (Silver Cyclone) e alternative versioni senza nome di Fire, Aquaman e Plastic Man. Con l'aiuto di Freccia Rossa e le controparti buone dei cattivi, il Sindacato dell'Ingiustizia fu sconfitto e arrestato. Con la distruzione di Silver Cyclone, la bomba che avevano intenzione di scagliare sulla Terra di Batman, fu lanciata su Terra 161, una realtà in cui ognuno è uno zombi. Nota speciale: mentre questa squadra non è il Sindacato del crimine, questa fu la prima volta che uno dei suoi membri (Owlman) fu visto in altro mezzo da media al di fuori dei fumetti.